# Syops
Syops es un género extinto de terápsido dicinodonto. La especie S. vanhoepeni fue nombrado por primera vez en 1938 como Dicynodon vanhoepeni.